# Marc Elsberg

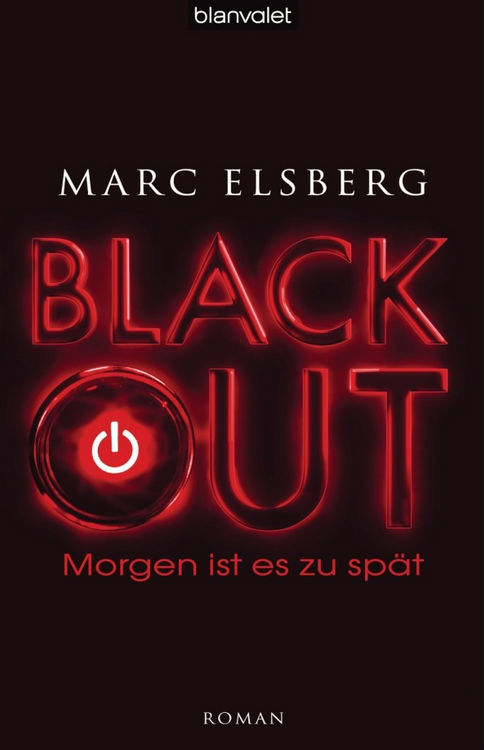
Okładka niemieckojęzycznego wydania książki Blackout

Marc Elsberg, właśc. Marcus Rafelsberger (ur. 3 stycznia 1967 w Wiedniu) – austriacki pisarz.

## Życiorys
Marc Elsberg urodził się w 1967 w Wiedniu. Dorastał w Baden (Dolna Austria). Od 1985 studiował wzornictwo przemysłowe na Uniwersytecie Sztuk Stosowanych w Wiedniu. Pracował jako konsultant strategii i dyrektor w branży reklamowej, między innymi dla agencji w Wiedniu i Hamburgu. Za swoją pracę został uhonorowany m.in. przez Creativ Club Austria. Równolegle publikował artykuły na łamach wiedeńskiego dziennika „Der Standard”. W 2000 roku zadebiutował jako prozaik powieścią Saubermann.

## Twórczość literacka
- Saubermann (2000)
- Das Prinzip Terz (2004)
- Menschenteufel (2009)
- Wienerherz (2011)
- Blackout. Najczarniejszy scenariusz z możliwych (Blackout – Morgen ist es zu spät, 2012)
- Zero: Oni wiedzą, co robisz (Zero – Sie wissen, was du tust, 2014)
- Helisa: Oni nas zastąpią (Helix - Sie werden uns ersetzen, 2016)
- Chciwość (Gier – Wie weit würdest du gehen?, 2019)
- Sprawa prezydenta ( niem. Der Fall des Präsidenten, ang. The President’s Fall, 2021)